# Talsperre Rauschenbach
Die Talsperre Rauschenbach ist eine Talsperre im Freistaat Sachsen. Die gestauten Gewässer sind die Flöha und der Wernsbach. Sie wurde von 1960 bis 1968 im oberen Flöhatal nahe Cämmerswalde zur Trinkwasserversorgung gebaut. Das Wasser wird über die Revierwasserlaufanstalt Freiberg in das Talsperrensystem Mittleres Erzgebirge geleitet; durch weitere Überleitungen gelangt es bis nach Chemnitz, Dresden und Freiberg. Der Rückstau der Flöha (tschechisch: Fláje) reicht bis in das angrenzende Gebiet der Gemeinde Český Jiřetín (Georgendorf) in Tschechien. Die Staufläche beträgt insgesamt 114,58 ha, davon entfallen 99,43 ha auf die deutsche und 15,15 ha auf die tschechische Seite.

## Staumauer
Die Staumauer der Talsperre ist eine gerade Gewichtsstaumauer aus Beton. Sie verfügt als konstruktive Besonderheit über eine Betonplatte auf dem Grund des Stausees (Schleppplatte), mit der die Staumauer durch vorgespannte Stahlseile verspannt ist. Über die Staumauer führt ein befahrbarer Weg.

## Bau und Umsiedlung
Der Grundstein wurde am 4. Oktober 1963 gelegt. Der Bau wurde zum Jugendobjekt der Freien Deutschen Jugend (FDJ) erklärt. 184 Bewohner aus dem damaligen Cämmerswalder Ortsteil Neuwernsdorf mussten umgesiedelt werden. Im Staubereich der Talsperre befindet sich auch der Neuwernsdorfer Wasserteiler, ein Wehr, das den ehemaligen Ausgangspunkt (50° 42′ 17″ N, 13° 31′ 15″ O) des Systems der Wasserversorgung des Brand-Erbisdorfer und Freiberger Bergbaus bildete.
Die feierliche Einweihung der Staumauer fand am 4. Oktober 1967 statt. Danach wurde der Stauraum geflutet. Nach Beendigung der Bauarbeiten entstand aus der umgebauten Bauarbeiterunterkunft eines der modernsten Ferienheime des FDGB der DDR. Am 28. Juni 1968 wurde das FDGB-Ferienheim „Paul Gruner“ mit einer Kapazität von 380 Betten eingeweiht. Zwischen 1968 und 1990 beherbergte es weit über 200.000 Urlauber. Heute wird es als Senioren- und Pflegeheim genutzt.

## Nutzung
Im Stausee sind Baden, Freizeitsport etc. aufgrund der Lage im Trinkwasserschutzgebiet nicht erlaubt. Das Angeln ist an den zumeist flachen Ufern des Gewässers – jedoch mit Ausnahme eines etwa 150 Meter breiten Bereichs direkt an der Staumauer – zugelassen.

## Brückenbau

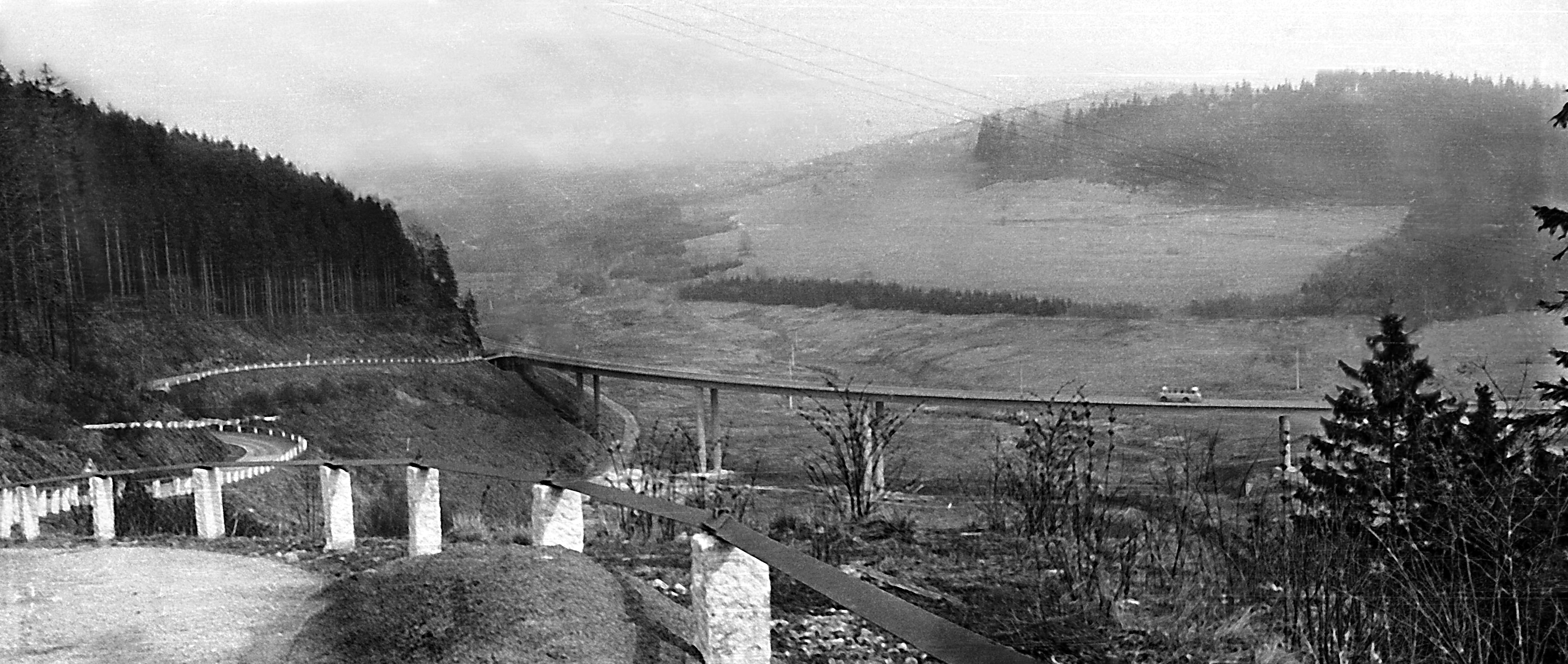
Die neue Brücke 1969

Durch den Bau der Talsperre wurde die nahe der Grenze verlaufende Staatsstraße S 211 von Neuwernsdorf nach Deutschgeorgenthal überstaut. Ein Ersatzneubau führt im hinteren Drittel in einem bogenförmigen Verlauf über die gestaute Wasserfläche. Die zwischen 1963 und 1967 errichtete Brücke war mit einer Länge von 252 Metern und einer Höhe von 20 Metern die erste größere in der DDR errichtete Spannbetonbrücke. Ein besonderes Kennzeichen des siebenfeldrigen Bauwerkes war seine schnörkelfreie, schlanke und elegante Gestaltung, die eine Ähnlichkeit mit der wenige Jahre zuvor errichteten Brücke über den Sylvensteinspeicher aufwies.
Wegen des mangelhaften Bauzustandes und der eingeschränkten Nutzungsfähigkeit wurde diese Brücke am 14. März 2002 gesprengt und 2004 durch einen Neubau ersetzt, der sich in seiner Form an die ursprüngliche Brücke anlehnt. Die vergleichsweise lange Bauzeit war dem Hochwasser 2002 geschuldet. Während der Bauzeit war der Stauraum geleert worden und zeitgleich mit dem Brückenersatzbau erfolgte eine Revision der Staumauer. Am 24. August 2004 konnte die neue Brücke eingeweiht werden.

## Jahrhundertflut 2002
Im Bereich der Talsperre belief sich 2008 die jährliche Niederschlagsmenge auf 908 mm (Durchschnitt 1991–2000: 957 mm). Während der Jahrhundertflut wurden am 12. August 2002, 8 Uhr innerhalb von 24 Stunden allein 188 mm in Cämmerswalde gemessen. Ein glücklicher Umstand bewahrte die Talsperre jedoch vor dem Überlaufen. Durch den Neubau der Brücke der Staatsstraße S 211 im hinteren Teil des Stauraums war der Stauraum fast leer. Beim Hochwasser konnte das Talsperrenbecken die anfallenden Wassermassen (ca. 11 Mio. m³) so komplett aufnehmen. Dadurch wurden insbesondere in Neuhausen/Erzgeb. größere Schäden verhindert. Weiter talabwärts gelegene Orte wie Olbernhau und Pockau erlitten hingegen vergleichsweise größere Schäden, da die Flöha hier durch weitere hochwasserführende Zuflüsse gespeist wurde.

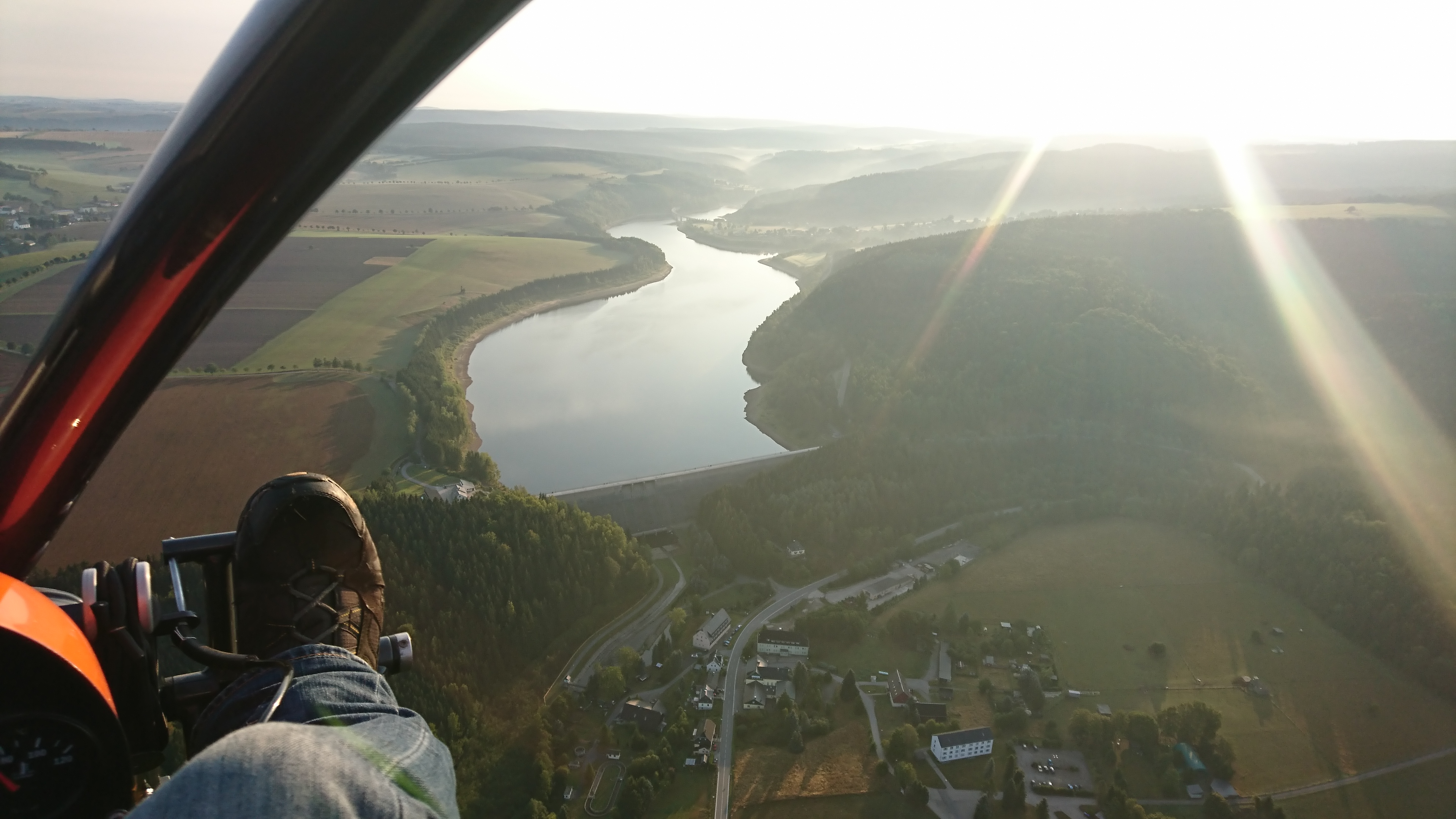
Gesamtblick auf die Talsperre
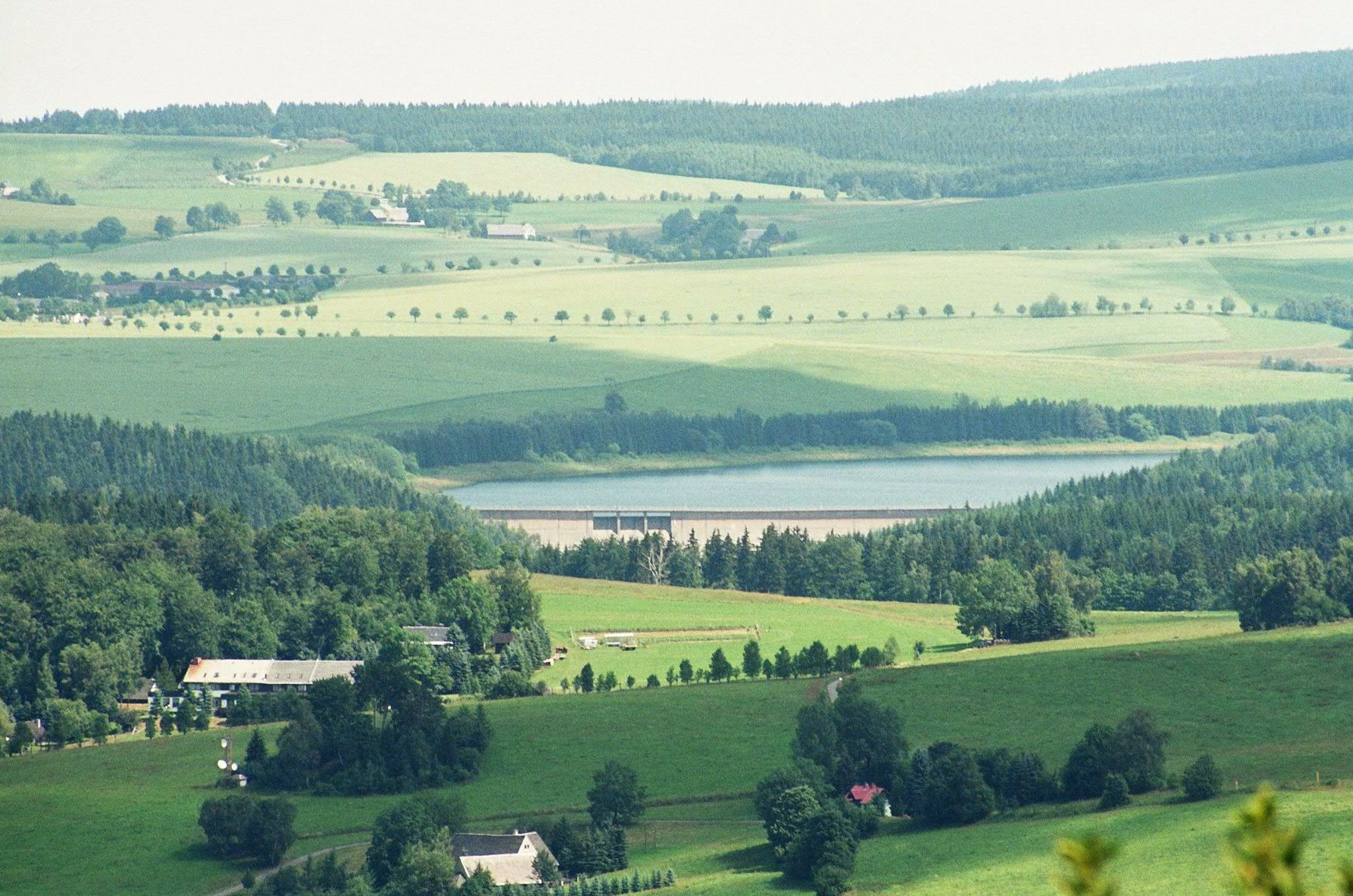
Blick vom Schwartenberg auf die Talsperre
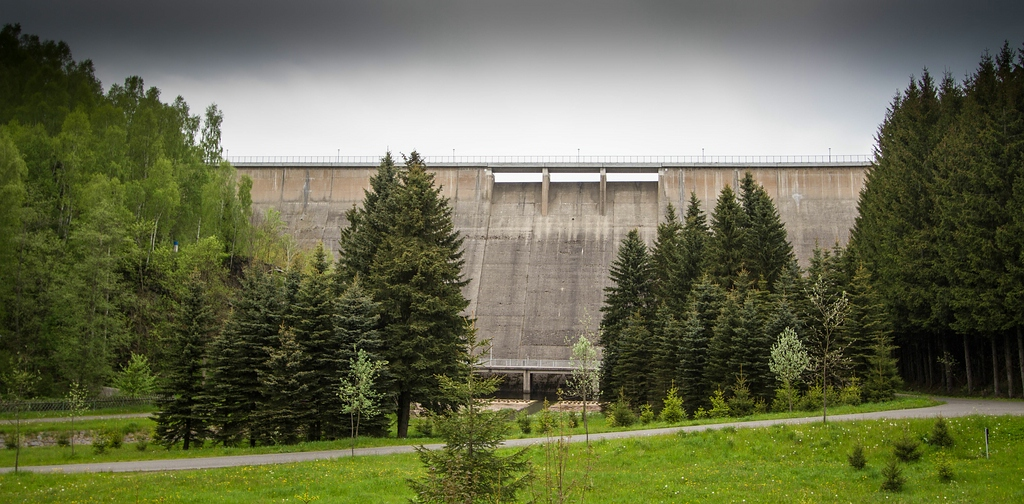
Die Staumauer
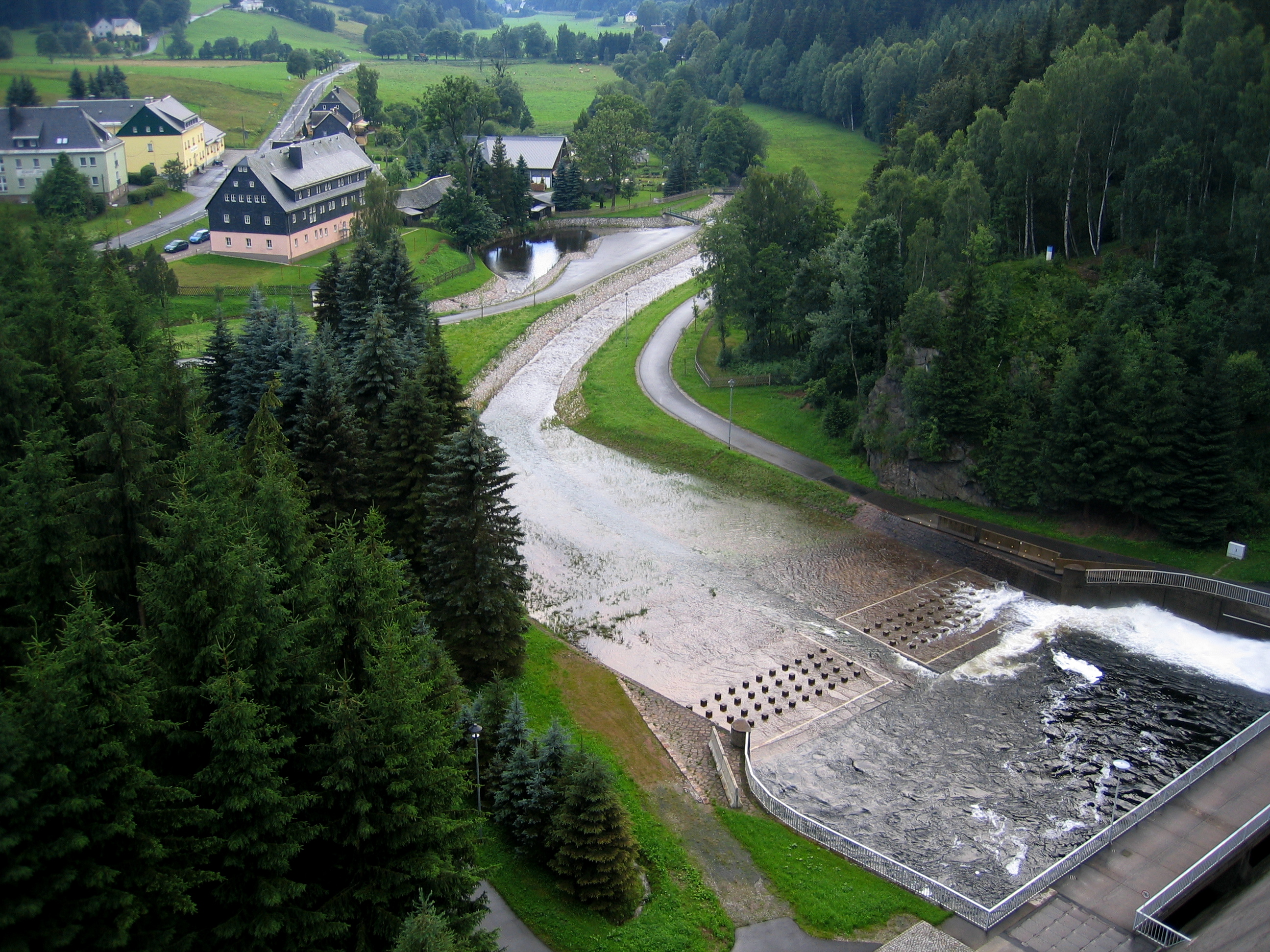
Ortslage Rauschenbach unterhalb der Staumauer
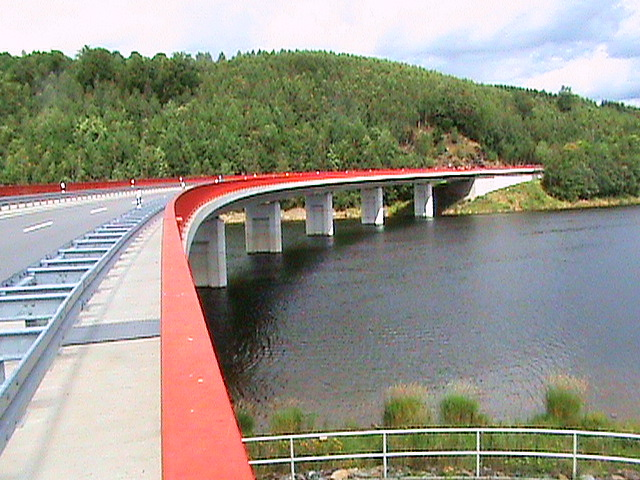
Die Brücke der Staatsstraße S 211